# Skyline (film)
Skyline  (cu sensul de Orizont urban) este un film SF american din 2010 regizat de Frații Strause despre o Invazie extraterestră. Aceștia au regizat anterior Aliens vs. Predator: Requiem. Rolurile principale au fost interpretate de actorii Eric Balfour, Scottie Thompson, Brittany Daniel, Crystal Reed, David Zayas și Donald Faison.  A fost urmat de filmul Dincolo de Orizont (Beyond Skyline) din 2017, regia Liam O'Donnell.

## Distribuție
- Eric Balfour - Jarrod
- Scottie Thompson - Elaine
- Brittany Daniel - Candice
- Crystal Reed - Denise
- Neil Hopkins - Ray
- David Zayas - Oliver
- Donald Faison - Terry
- Tanya Newbould - Jen
- J. Paul Boehmer - Colin

## Vezi și
- 2010 în cinematografie
- Listă de filme cu extratereștri
- Lista ficțiunilor apocaliptice și postapocaliptice
- Listă de filme științifico-fantastice din anii 2010
- Film cu dezastre
- Listă de filme americane din 2010
- 2010 în științifico-fantastic
- Listă de filme SF thriller